# 1re demi-brigade coloniale de commandos parachutistes
La 1re demi-brigade coloniale de commandos parachutistes est une ancienne unité de parachutistes de l'armée française.

## Chefs de corps
- général Gilles